# Argyle (ville, New York)
Pour les articles homonymes, voir Argyle.
Ne doit pas être confondu avec Argyle (village, New York).
Argyle est une ville du comté de Washington, dans l'État de New York, aux États-Unis,. En 2010, elle compte une population de 3 782 habitants.

## Démographie
Lors du recensement de 2010, la ville comptait une population de 3 782 habitants, tandis qu'en 2019, elle est estimée à 3 664 habitants.